# イサベル1世 (カスティーリャ女王)
イサベル1世（Isabel I de Castilla, Isabel la Católica, 1451年4月22日 - 1504年11月26日）は、スペインの歴史において極めて重要な女王である。彼女はカスティーリャ王国の女王として1474年から統治し、アラゴン王フェルナンド2世と結婚することでスペインの統一を推進した。この結婚により、カスティーリャとアラゴンの二つの強大な王国が統合され、スペインの国家形成が進んだ。
イサベルの治世中に起こった最も重要な出来事の一つが、グラナダの征服である。1492年にイスラム教徒の最後の拠点であったグラナダをキリスト教徒が制圧し、イベリア半島全体がキリスト教徒の支配下に置かれることになった。同じ年、イサベルはクリストファー・コロンブスの大西洋横断探検を支援し、その結果、新世界が発見され、スペインは広大な植民地帝国を築くことになった。
また、イサベルはスペインにおけるカトリック教会の強化に力を入れ、スペイン異端審問を推進した。これにより、異教徒や異端者に対する厳しい取り締まりが行われ、ユダヤ人やムスリムに対する強制改宗や追放が実施された。イサベルの宗教的な情熱と政治的手腕は、スペインがヨーロッパと新世界の強国として台頭するための基盤を築いたとされる。彼女の統治は、スペインの黄金時代の幕開けを象徴するものとして評価されている。

## 生涯

### 生い立ち
カスティーリャ＝レオン王国の王フアン2世と2番目の妻でポルトガル王族のイサベル・デ・ポルトゥガル（ジョアン1世の息子アヴェイロ公ジョアンの娘）の長女として生まれた。
「イサベル（イザベル）」の名は祖母イザベル・デ・バルセロスから受け継がれてきた名前であり、ポルトガル王家には他にも同名の人物として、13世紀にアラゴン王家からポルトガル王ディニス1世に嫁ぎ、後に聖人に列せられたイサベル・デ・アラゴン（聖イザベル）や、アフォンソ5世の最初の妃イザベル・デ・コインブラ（母の従妹）、マヌエル1世の姉イザベル・デ・ヴィゼウ（従妹、母の従弟であるブラガンサ公フェルナンド2世の妻）などがいる。
イサベルが3歳の頃に父が崩御すると、異母兄エンリケ4世不能王によって母・弟アルフォンソと共に追放され、不遇な少女時代を送った。母イサベルはその生活のため精神を患い、親子は苦労を強いられた。

### 第二次カスティーリャ継承戦争
その後、子宝に恵まれなかった兄王に女児フアナが生まれたが、父親が誰かという疑惑が生じ、王位継承問題が発生した。カスティーリャ貴族の一部はエンリケ4世を見限り、異母弟妹であるイサベルとアルフォンソを次の国王に据えようとした。
1464年、アルフォンソにアストゥリアス公の称号が贈られ、さらに「国王アルフォンソ12世」として推戴する動きもあったが、一国に2人の君主がいる状況は内乱を招いた。この状態は1468年のアルフォンソの死によって終止符が打たれる。アルフォンソの支持者はイサベルを次の国王に据えようとしたが、イサベルは「兄が生きている間は他の王を戴くべきではない」と、兄の娘かどうか不明なフアナよりは自身の王位継承順が高いことを示す拒否の仕方をした。
イサベル自身もポルトガルに嫁がされようとしていたが、事前にその危険を察知し、同盟相手として必要なのはポルトガルではなく、結婚相手としてふさわしいのは地中海に領海権を持つアラゴン＝カタルーニャ王国の王子フェルナンドであると結論を下した。アラゴン王家はカスティーリャと同じトラスタマラ家の同族であり、フェルナンドとイサベルはともにカスティーリャ王フアン1世を曾祖父とする又従姉弟であった。かくして2人は密かに会い、結婚して国内問題に取り組んだ。1474年にエンリケ4世が没し、イサベルは夫フェルナンドと共同で王位に就いた。
1476年3月、トーロの戦いでカスティーリャの王位継承問題に介入してきたポルトガル王アフォンソ5世（フアナの夫）に勝利すると、1479年9月にアルカソヴァス条約を締結し、カスティーリャの王位継承権を放棄させた。
さらにカスティーリャ領内の反イサベル派を北から南へ討伐していく。その中途の1479年1月、フェルナンドも父フアン2世崩御に伴ってアラゴン王位を継承し、カスティーリャ＝アラゴン連合王国、すなわちスペイン王国（イスパニア王国）が成立した。

### 「カトリック両王」

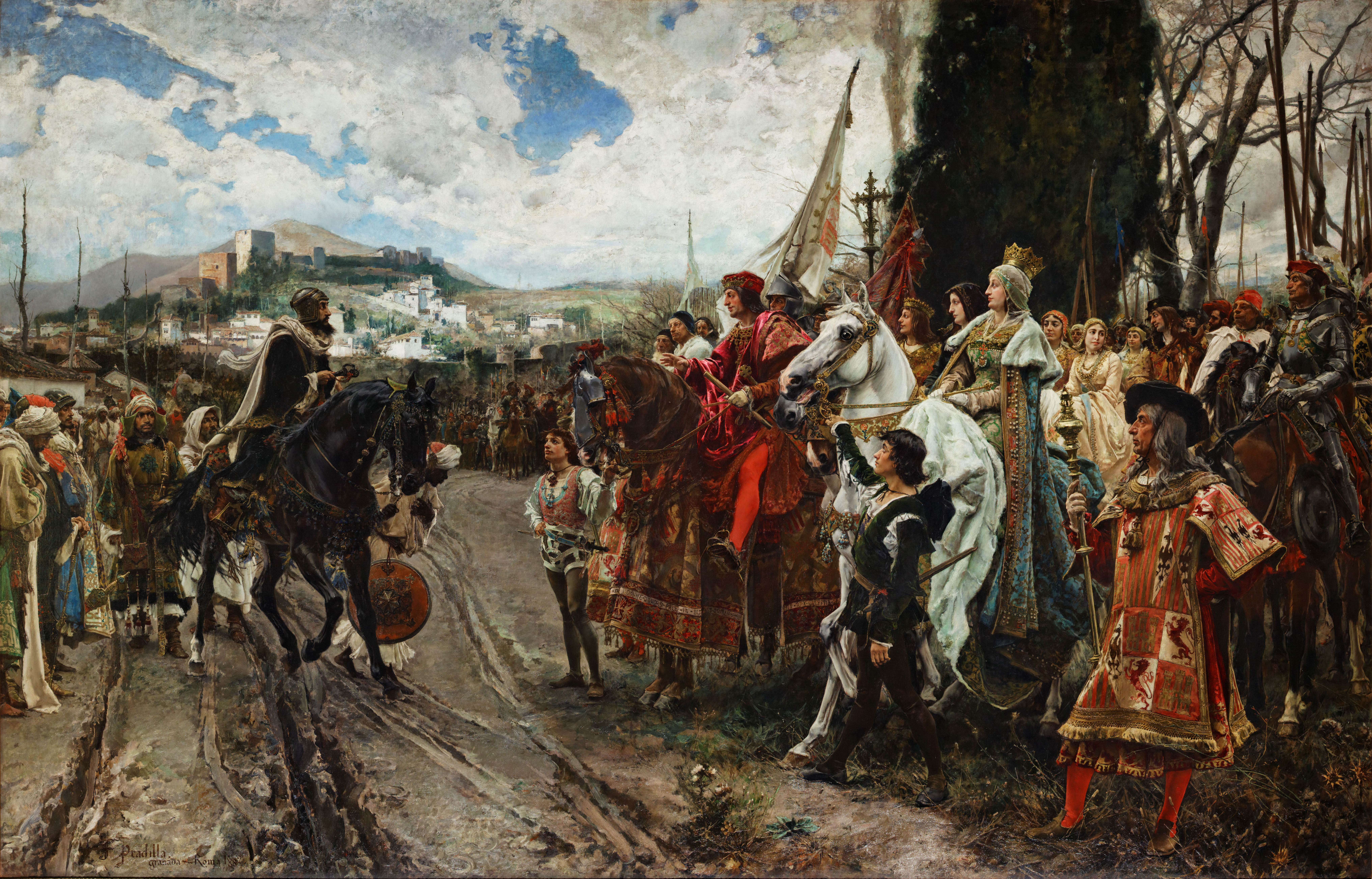
『グラナダの降伏』（右手前馬上がイサベル）

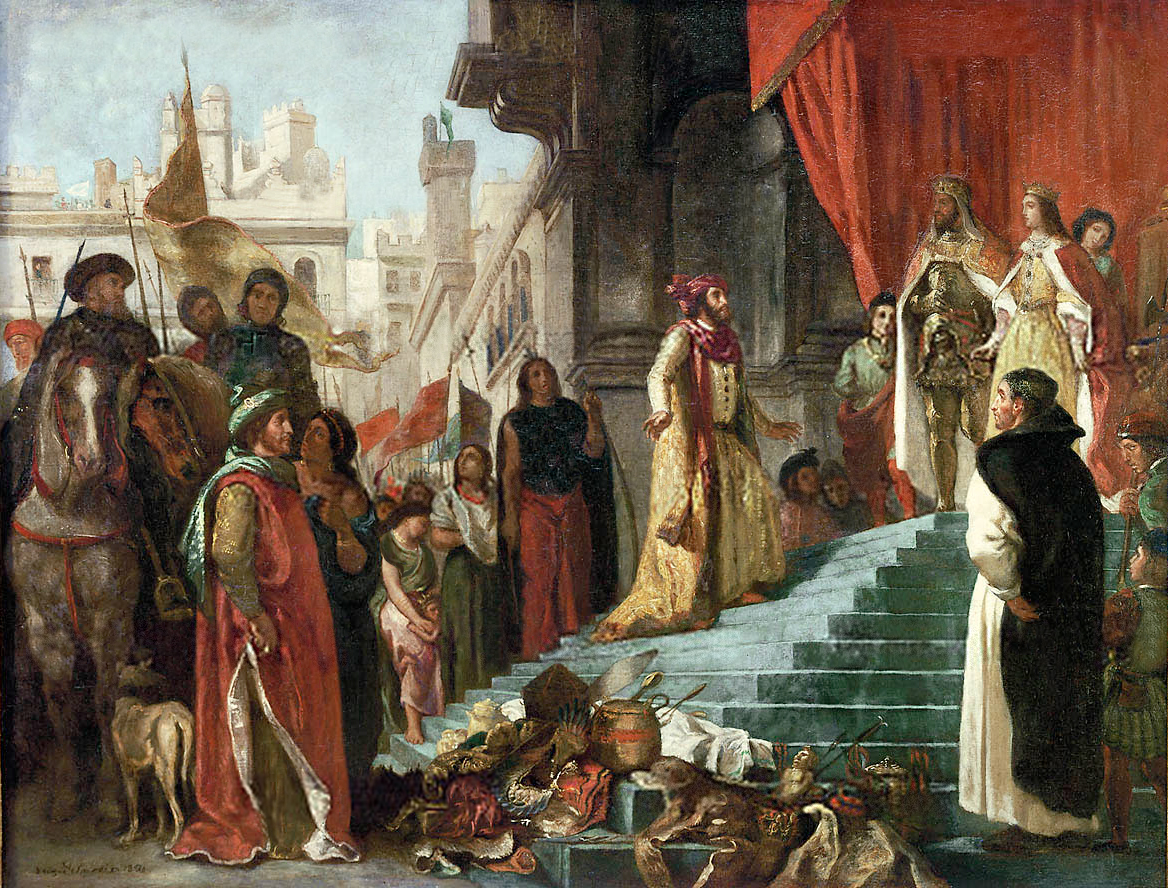
コロンブスの帰国（ウジェーヌ・ドラクロワ作,1839年の作品）

1492年1月、南部に残っていたイスラム国家グラナダ王国を制圧し（「グラナダ陥落」とも呼ばれる）、約800年にわたったレコンキスタを完成させる。この間イサベルは戦場を奔走する夫を信頼し、軍資金や物資の調達に尽力した。このグラナダ陥落までの3年間（9ヶ月とも）、願懸けとして下着を替えなかったといわれている。これにちなんで、イザベル色（茶色がかった灰色）という色が誕生した。
1496年には、ローマ教皇アレクサンデル6世によりこの偉業が讃えられ、フェルナンドとイサベルは「カトリック両王」の称号を授けられることになった。
イサベルはコロンブスの新大陸進出に援助を与えた事でも知られる。熱狂的なカトリック教徒であったイサベルは、他宗教の民衆を執拗に追放・殺戮し、また他宗教からキリスト教へ改宗した民衆に対したびたび異端審問を行い、財産の没収・追放・処刑等を行っている。イサベル1世が築いた国の基礎はスペインに黄金時代をもたらした。イサベルとフェルナンドの時代をスペインの黄金時代と定義する場合もある。コロンブスを始め、沢山の「冒険家」により「新大陸が発見」され、その土地とそこから産出される様々な品により国は潤ったが、それを上手く使って国を豊かに出来る君主が現れなかったという見方である。

### 次代のゆくえ

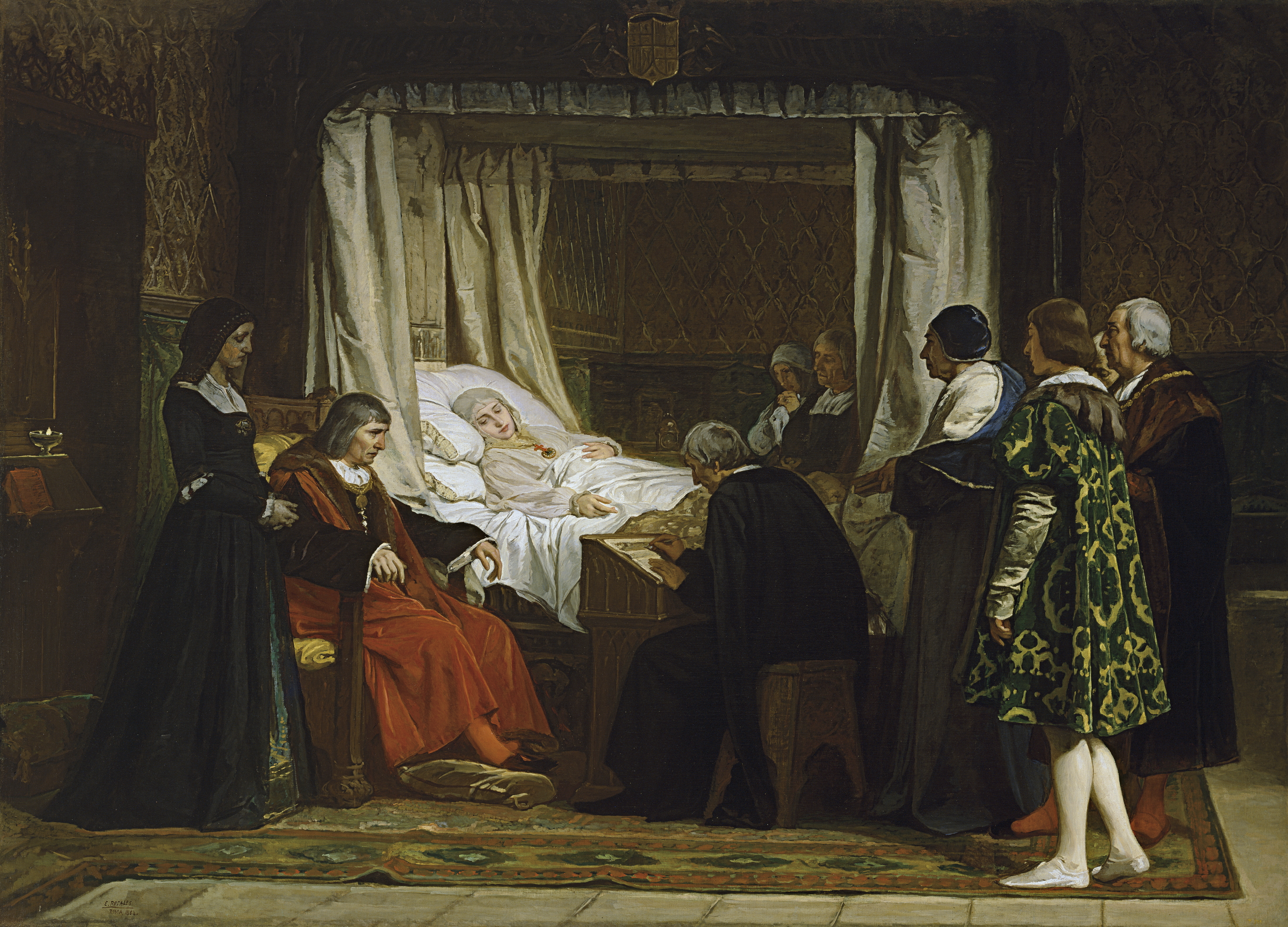
遺言をのこすイサベル女王（エドゥアルド・ロサレス作、1864年の絵画）

しかし、この時点ではまだスペインは一つの国ではなく、君主同士が結婚している状況であったため、イサベルの死後に相続問題が起きる原因になる。また、イサベルは自分が王妃ではなく女王でもあること、フェルナンドよりも年上であることを常に忘れなかったと言われる。フェルナンドとの子供たちはイングランドやポルトガルなど、各国の王族と政略結婚をするが、多くは不運な人生を歩んだ。
1497年、ハプスブルク家とは二重結婚を行った。フアン王太子が結婚早々に逝去し、次女フアナはフィリップ美公（フェリペ1世）との夫婦関係に苦しみ、後に精神を病んでしまう。1498年に長女イサベルが再婚後に産褥死し、その遺児ミゲルも1500年に夭折したため、次代の王位はフアナの夫の家系であるアブスブルゴ家に受け継がれることが確定的になる。
1501年11月には末娘カタリナがイングランドのアーサー王太子と結婚するが、翌年4月に死別する。イサベルは第二次イタリア戦争における、イングランドからの支援を期待し、カタリナをイングランドに留まらせた。1504年、第二次イタリア戦争での勝利を理由に、カタリナとアーサーの弟ヘンリー王子との再婚を、ローマ教皇ユリウス2世に非公開を条件に許可させたが、すぐにそれを反故にして、カタリナの将来におけるイングランド王妃の地位を確保した。
1504年11月26日、バリャドリッドのメディナ・デル・カンポの王宮にてその波乱の生涯に幕を閉じ、遺骸は遺言に従いアルハンブラ宮殿の聖フランシスコ修道院に埋葬されたが、後にグラナダ大聖堂の王室礼拝堂に改葬されている。
カスティーリャ女王の地位は、フアナが継承したが、1506年にフィリップと死別すると精神異常が顕著となり、1508年に父によって幽閉された。1516年、フェルナンドの崩御後、イサベルとフェルナンドの孫（フアナとフィリップの子）カルロスが後継者となり、形式上は各王号を保持するが、実質的には「スペイン国王」として統合された（正式な統合は1707年）。

## 子女
フェルナンド2世との間に一男四女をもうけた。現在のスペイン王家は次女フアナと三女マリアの血統にあたる。
- イサベル（1470年 - 1498年） - 1490年、ポルトガル王ジョアン2世の息子アフォンソ王太子と結婚するが、翌年死別し帰国。1497年マヌエル1世と再婚し、男児（夭折）を出産後死亡。
- フアン（1478年 - 1497年） - 唯一の男子だったが、フィリップ美公の妹マルガリータと結婚後間もなく夭折。
- フアナ（1479年 - 1555年） - 夫フィリップ美公の死後精神を病み、父により幽閉されるが、形式上カスティーリャ女王の地位についた。
- マリア（1482年 - 1517年） - 姉イサベルの死後、マヌエル1世の王妃となる。
- カタリナ（1487年 - 1536年） - はじめイングランドのアーサー王太子と結婚。アーサーの死後、その弟ヘンリー8世と再婚し、王妃となるが、後に離縁される。メアリー1世の母。

## 関連書籍
- 小西章子著『スペイン女王イサベル』朝日新聞社、1988年 ISBN 4022605308
- Carolyn Meyer著、小説『Isabel Jewel of Castilla』